# Rượu trái cây

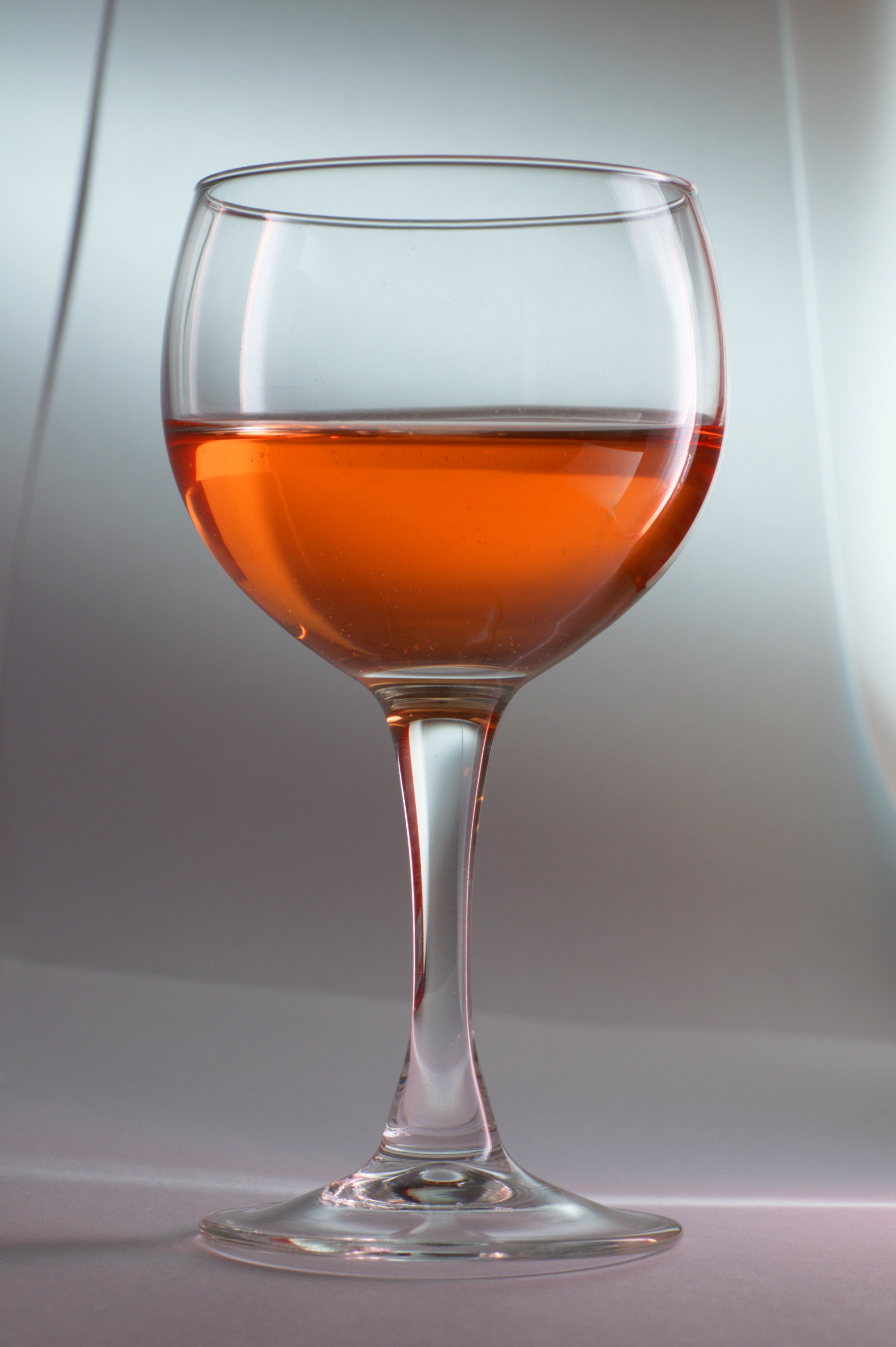
Rượu trái cây

Rượu trái cây hay rượu hoa quả là một thức đồ uống có cồn được tạo ra bằng cách làm lên men các loại hoa quả. Vì lý do lịch sử và thói quen, rượu vang và rươu brandy không được xếp vào nhóm rượu hoa quả mặc dù cũng được tạo ra bằng cách lên men quả nho. Các loại rượu hoa quả thường có hương vị của loại hoa quả nguyên liệu làm ra chúng. Rượu hoa quả thường được định danh rõ ràng hơn bởi loại hoa quả nguyên liệu, ví dụ rượu sim, rượu trái giác, rượu dâu, rượu mơ, rượu dừa, rượu xoài, rượu chuối, 
rượu táo v.v... Tuy nhiên, nhiều loại rượu gắn với tên hoa quả có thể không phải là rượu hoa quả vì người ta chỉ ngâm hoa quả vào rượu hoặc thêm chất tạo mùi giống mùi hoa quả vào để tạo thêm mùi vị cho rượu, ví dụ như rượu chanh, rượu cam, rượu táo mèo, rượu chuối hột. Một số loại rượu mơ, rượu dừa v.v... thực ra cũng là rượu trắng ngâm mơ hoặc ủ trong quả dừa.
Các loại hoa quả được chọn làm rượu hoa quả thường là loại có vị ngọt vì chúng dễ lên men. Trong quá trình làm rượu hoa quả, người ta có thể thêm men, đường, mật để kích thích lên men. Nhìn chung, rượu hoa quả thường ngọt và nông độ cồn không cao.